# NGC 2133
NGC 2133 (również ESO 57-SC46) – gromada otwarta, znajdująca się w gwiazdozbiorze Góry Stołowej. Należy do Wielkiego Obłoku Magellana. Odkrył ją John Herschel 24 listopada 1834 roku.